# 佩爾·克羅格
佩爾·拉森·克羅格（Per Lasson Krohg，1889年6月18日—1965年3月3日）是一位挪威艺术家。他最著名的作品是为位于纽约市联合国总部的联合国安理会会议厅创作的壁画。 

## 生平
克羅格出生于挪威的Åsgårdstrand ，是画家Christian Krohg和Oda Krohg的儿子。克羅格隨家人住在巴黎，並在那里长大。他很早就展现出艺术才华，曾習書於父親（1903-1907），后师从亨利·马蒂斯（1909-1910）。早年，他曾担任报纸插画师，并在巴黎教授探戈。 在巴黎期间，他曾教導後來成為建筑师的Maja Melandsø。 
克罗格的艺术作品涵盖广泛，包括纸质素描、插图、海报、布景设计、雕塑和纪念性绘画。1930年返回挪威后，他在奥斯陆的国立艺术与设计学院任教。第二次世界大战期间，他是维达尔监狱集中营的一名强迫劳动者。  1946年任国立美术学院教授，1955年至1958年任院长。他的学生包括艺术家Frithjof Tidemand-Johannessen和Tulla Blomberg Ranslet 。 

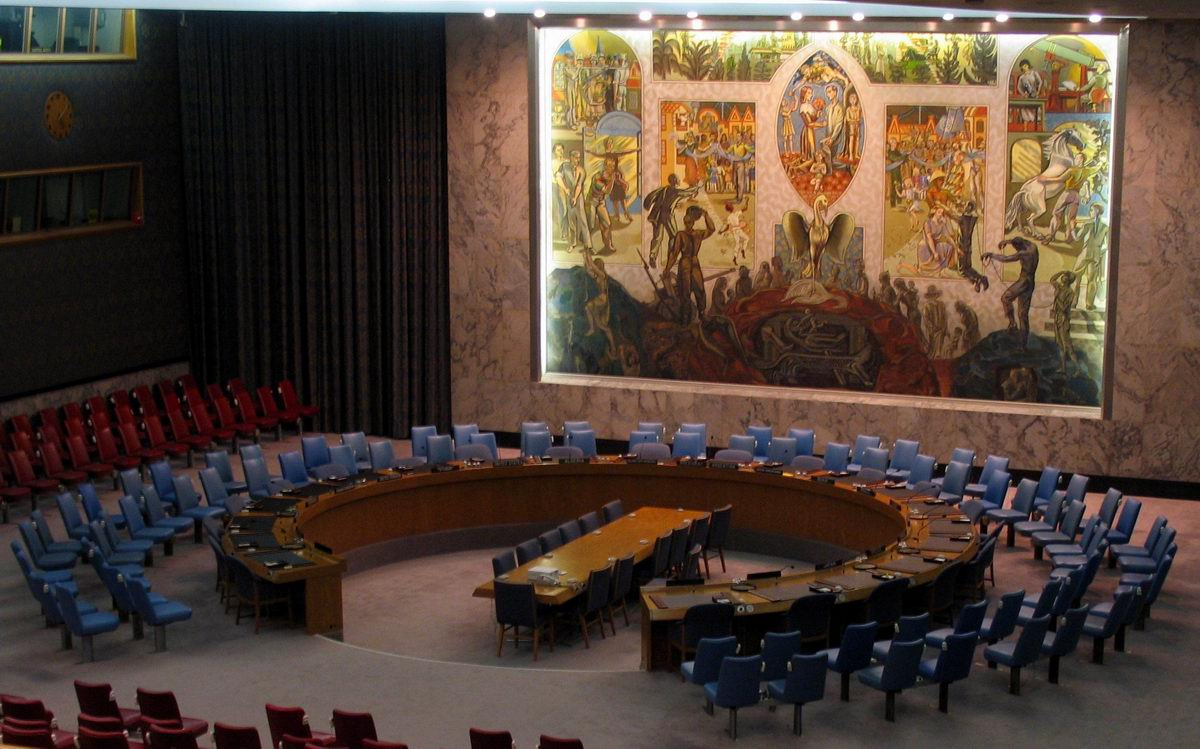
联合国安理会会议厅的壁画

克罗格为位于纽约市联合国大楼的联合国安理会会议厅创作了壁画。他用大型壁画装饰了许多其他公共建筑，包括奥斯陆大学物理和化学大楼以及奥斯陆市政厅。丹麦国家美术馆收藏了他的六件作品。 
1950 年，他获得了国王的金质功绩勋章。1955 年，他獲頒圣奥拉夫勋章。从 1936 年起，他成为位于斯德哥尔摩的瑞典皇家美术学院的成员，并于 1948 年获得欧根亲王勋章。 

## 个人生活
他结过两次婚。 1915 年，他与纺织艺术家塞西尔·玛丽（“露西”）维迪尔（1891-1977 年）结婚。他们于1934 年離婚。他于1934年与 Ragnhild Helene Andersen（1908-1972）结婚。他是挪威艺术家Guy Krohg（1917-2002）的父亲。

## 其他来源
- Nergaard，Trygve Bilder av Per Krohg (Aschehoug. 2000)ISBN 82-03-22447-4
- Hölaas, O. Per Krohg。油画回顾展（纽约：Galerie St. Etienne，1954）
- Langaard, Johan Per Krohg (Glendendal Norsk Forlat. 1931)